# دیانا دربین
دیانا دربین (به انگلیسی: Deanna Durbin) (زاده ۴ دسامبر ۱۹۲۱
– درگذشته ۱۷ آوریل ۲۰۱۳)، بازیگر و خواننده کانادایی وی یکی از ستاره‌های مشهور هالیوود در سال‌های دهه ۱۹۳۰ و اوایل دهه ۱۹۴۰ بود

## زندگی‌نامه
دیانا دربین با نام تولد ادنا می‌دربین Edna Mae Durbin در ۴ دسامبر ۱۹۲۱ در بیمارستان گریس در شهر وینیپگ در کشور کانادا زاده شد و در کارولینای جنوبی بزرگ شد. وی در دوران دبیرستان کشف شد و نخستین تجربه حضورش مقابل دوربین در فیلم کوتاه «هر یکشنبه» در مقابل جودی گارلند بود.
او برای نخستین بار در فیلم کوتاه «هر یکشنبه» محصول ۱۹۳۶ جلو دوربین رفت و جو پاسترناک، تهیه‌کننده آمریکایی، او را به دنیای حرفه‌ای سینما معرفی کرد. نخستین فیلم او برای کمپانی یونیورسال، «سه دختر باهوش» بود که در سال ۱۹۳۷ نامزد جایزه اسکار بهترین فیلم شد. در بین در سال ۱۹۳۶ برای بازی در «سفیدبرفی» تست بازیگری داد ولی والت دیزنی او را نپذیرفت و گفت که صدای ۱۵ ساله‌اش برای این نقش مناسب نیست. گفته می‌شود موفقیت‌های بعدی او در فیلم‌ها، یونیورسال را در اواخر سال‌های ۱۹۳۰ از ورشکستگی نجات داد و برآورد می‌شود که حدود ۱۷ درصد از سود یونیورسال در طی یک دهه مدیون بازی‌های او بوده‌است. در سال ۱۹۴۶ دستمزد در بین ۲۳۲٬۴۷۷ دلار بود و دومین دستمزد را پس از بت دیویس در میان بازیگران زن آمریکایی می‌گرفت.
وینستون چرچیل فیلم‌های او را پیش از اکران عمومی در بریتانیا تماشا می‌کرد و همچنین آن فرانک خاطره‌نویس آلمانی، عکسی از او را به دیوار اتاق زیرشیروانی خانه‌ای که به همراه خانواده‌اش از چشم نازی‌ها مخفی شده بود، چسبانده بود.
در سال ۱۹۴۷ دیانا در بین بالاترین دستمزد را در میان ستاره‌های آمریکایی دریافت می‌کرد، ولی یک سال بعد، در حالی که تنها ۲۷ سال داشت، از سینما کناره گرفت.

دیانا در بین برخلاف ستارگان هم نسلش نظیر جودی گارلند و شرلی تمپل پس از آنکه در سال ۱۹۴۹ بعد از بازی در ۲۱ فیلم و در اوج شهرت جهانی، بازیگری را کنار گذاشت و زندگی در روستایی فرانسوی نوفل‌لوشاتو را به همراه سومین همسرش چارلز دیوید (کارگردان فیلم که در سال ۱۹۹۹ درگذشت) برگزید، کاملاً از حضور در اجتماع می‌گریخت. دوربین به ندرت حاضر به گفتگو با رسانه‌ها می‌شد ولی در سال ۱۹۵۸ در نامه‌ای خطاب به خبرنگاران نوشت که هیچ‌گاه در دوران بازیگری خوشحال نبوده‌است. او نوشت: 
"شخصیتی که مجبور به رفتن در قالبش می‌شدم با من، یا اصلاً با بقیه جوان‌های هم‌نسل من- اشتراک ناچیزی داشت یا هیچ اشتراکی نداشت."
دیانا در بین در آوریل ۲۰۱۳ در سن ۹۱ سالگی درگذشت. پسر وی پیتر اچ دیوید، در خبرنامه‌ای خطاب به طرفداران مرگ مادرش را اعلام نمود

## بخشی از فیلمشناخت
او در دوران اوجش در چند فیلم کمدی و موزیکال نقش آفرینی کرد دیانا در بین به اندازهٔ ستارگان دوران معاصر قدرت داشت و کمپانی طرف قراردادش یونیورسال پیکچرز را با فیلم‌های موفقش «سه دختر باهوش»، «عشق اول و… از ورشکستگی نجات داد. به نقل از مجله «یواس ویکلی» دیانا در بین که در دوران اوجش یکی از گرانترین بازیگران زن بود.
- عشق اول
- تعطیلات کریسمس
- خانمی در قطار
- سه دختر باهوش
- دختر نجیب؟